# Otterbäcken
Otterbäcken è un'area urbana della Svezia situata nel comune di Gullspång, contea di Västra Götaland.
La popolazione rilevata nel censimento 2010 era di 722 abitanti .